# ティペット (小惑星)
ティペット (4081 Tippett) は、小惑星帯にある小惑星。1984年にローウェル天文台のエドワード・ボーエルによって発見された。
イギリス生まれの作曲家、指揮者のマイケル・ティペットに因んで命名された。